# Beginer

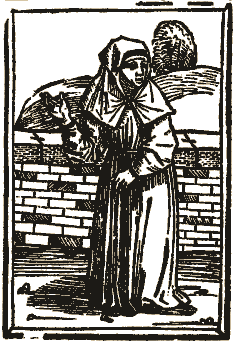
En begin, ur Des dodes dantz, tryckt i Lübeck 1489.

Beginer är ordensliknande föreningar av fromma kvinnor som lever i en klosterliknande gemenskap under en mästarinna. Beginer var vanligt förekommande under medeltiden. Namnet har eventuellt att göra med en flandrisk botpredikant vid namn Lambert le Beghe, som på 1170-talet kan ha givit uppslag till de första beginerna.

## Historik
Beginerna är inriktade på bön, kontemplation och karitativ verksamhet. De lever på donationer, handarbete och sjukvård. De är förpliktade till kyskhet och lydnad till sin mästarinna, men förfogar själva över sina ägodelar. De är fria att utträda ur gemenskapen och gifta sig närhelst de vill. 
Alltifrån början av 1100-talet utbredde beginerna sig från Belgien till Frankrike och Tyskland. I städerna skapade de beginhus, där de kunde leva och verka skyddat, ibland i form av begingårdar. För deras själavård svarade oftast mendikantordnarna. Under 1300-talet gick kyrkan hårt fram mot heretiska beginer, vilket ledde till urskillningslösa förföljelser av rörelsen. Med tiden urartade konventen till ett slag försörjningsinrättningar för fattiga och orkeslösa, som mestadels av ekonomiska skäl sakta tynade bort. Beginer finns ännu i Belgien, men även i USA.
I Sverige fanns beginer bl.a. vid Vadstena kloster. Deras byggnader låg från 1380-talet i klostrets södra delar nära S:t Pers kyrka. Beginerna vid Vadstena förbjöds år 1412, men fanns kvar ända fram till år 1506, då Vadstenas munkar fördrev dem i samband med en utvidgning av munkkonventets marker
Den manliga motsvarigheten kallas begarder, föreningar av sådana bildades under 1200-talet, men 1311 befallde påven Clemens V att dessa skulle upplösas. De beskylldes för syndfullt leverne och kätteri.